# St. Sebastian (Ketsch)

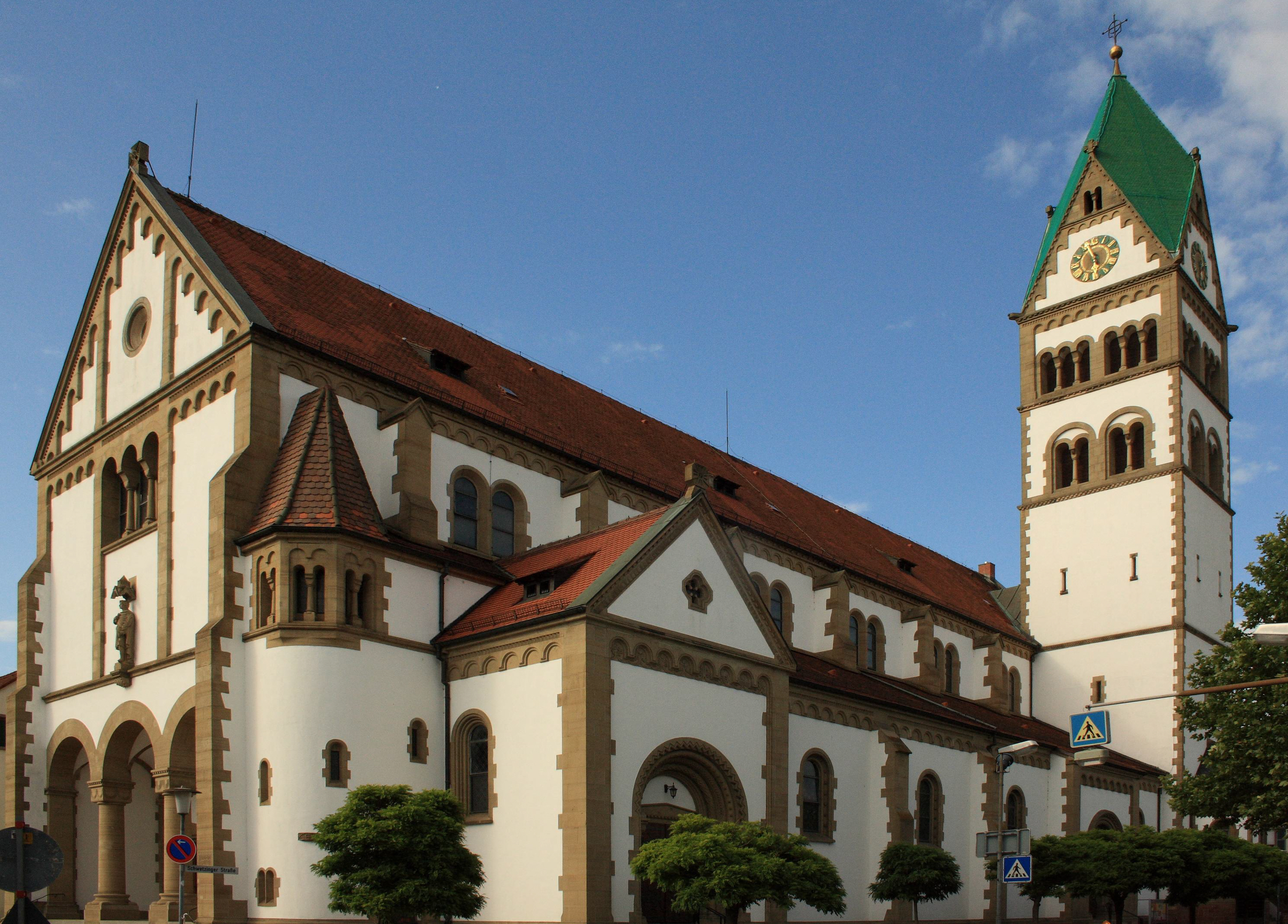
St.-Sebastian-Kirche

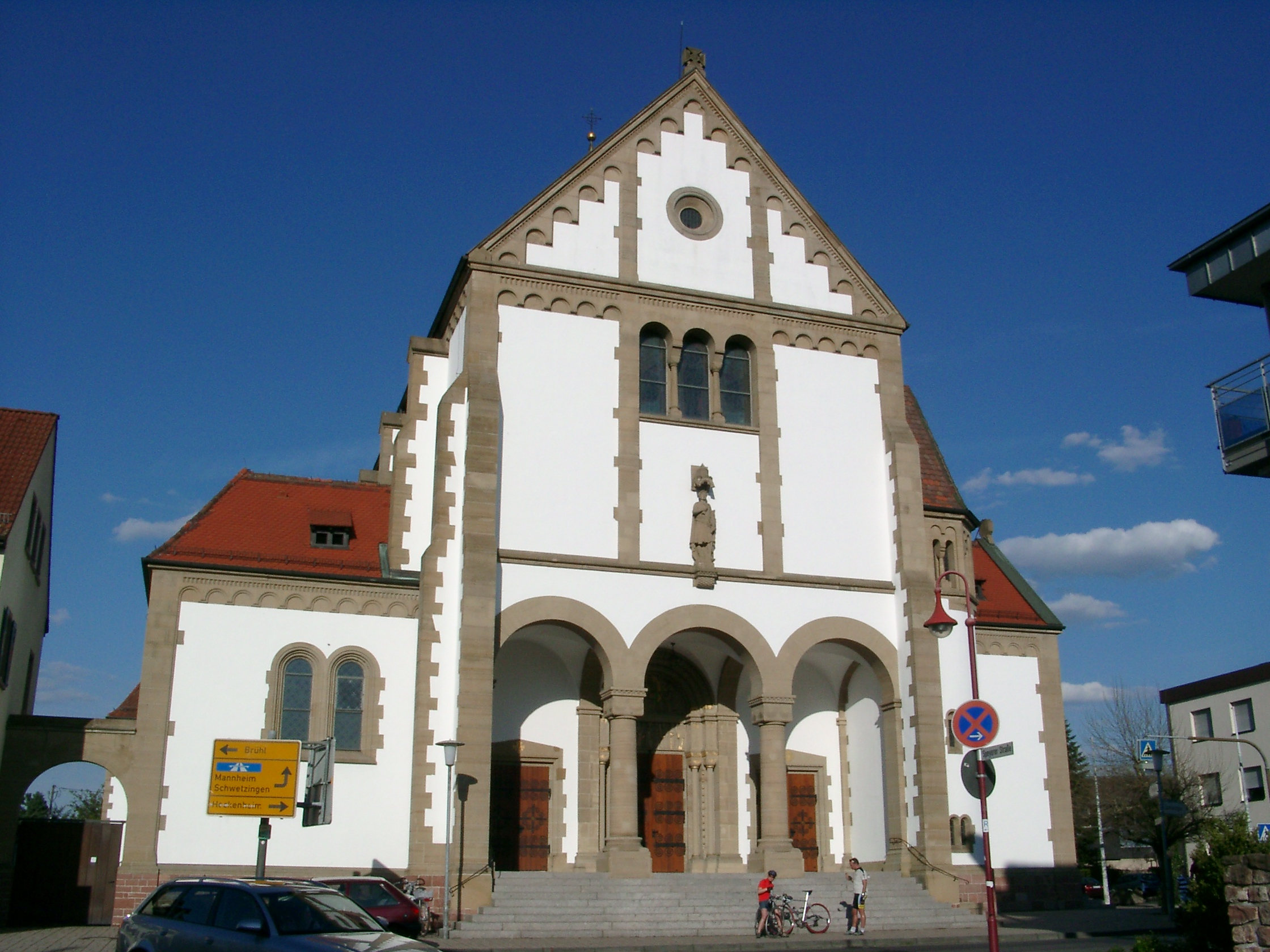
Frontansicht

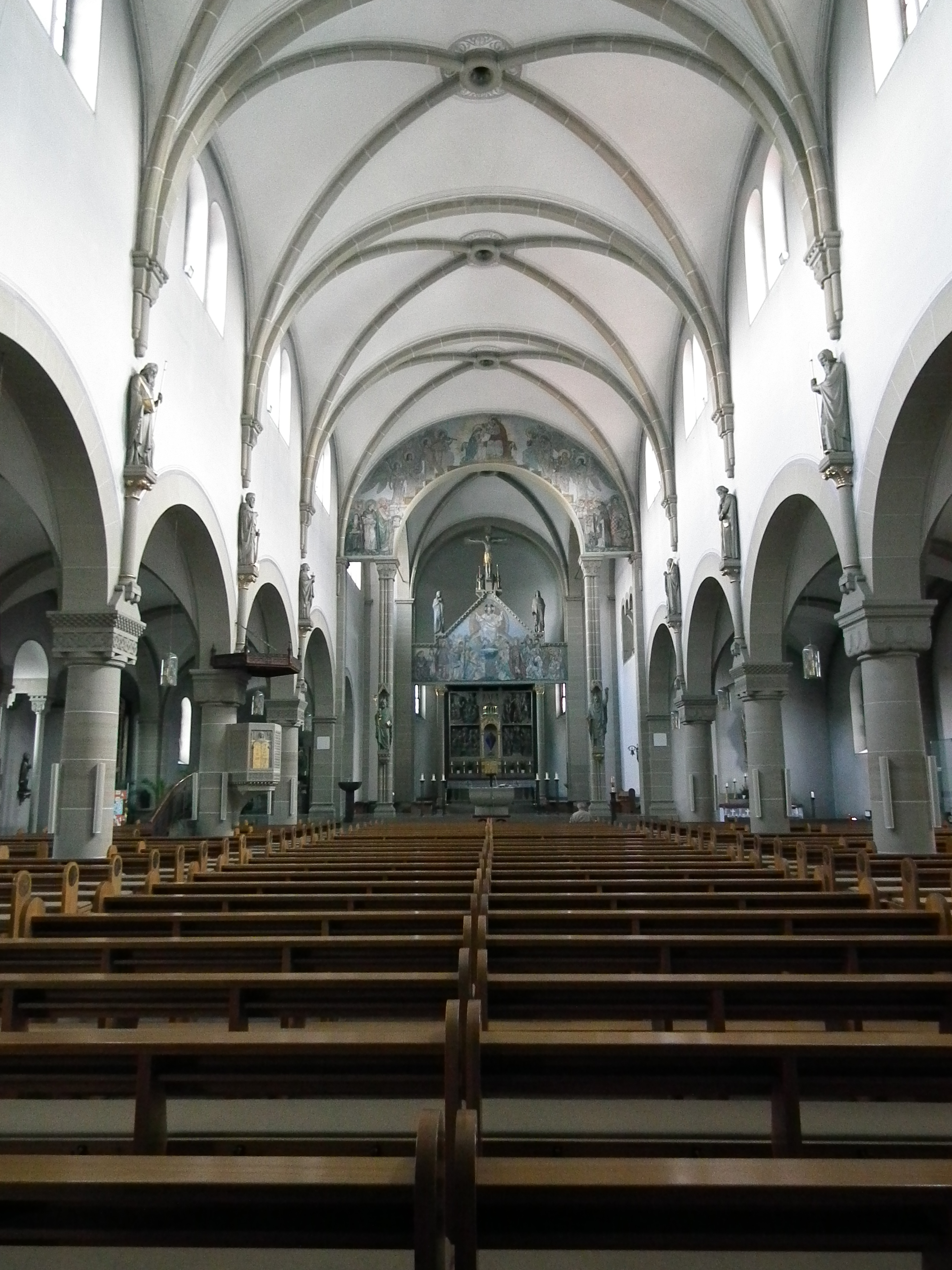
Innenraum

Die St.-Sebastian-Kirche ist eine katholische Kirche in Ketsch im Rhein-Neckar-Kreis im Nordwesten Baden-Württembergs. Sie wurde 1905 nach den Plänen von Johannes Schroth im neoromanischen Stil erbaut.

## Geschichte
Ketsch wurde um 1150 erstmals erwähnt. Gesichert seit 1249 bestand in Ketsch eine Pfarrei. Der Ort gehörte zum Landkapitel St. Leon in der Diözese Speyer, mit dem Übergang an Baden im 19. Jahrhundert folgte ein Wechsel zum neu gegründeten Erzbistum Freiburg. Die Ortsherrschaft lag jahrhundertelang beim Speyerer Domkapitel. Die Reformation hielt in Ketsch keinen Einzug, weswegen die überwiegende Mehrheit der Bevölkerung katholisch war. Noch 1960 stellten die Katholiken mehr als 80 Prozent der Einwohner. Die Gemeinde bildet heute mit der Brühler Schutzengelgemeinde die Seelsorgeeinheit Brühl-Ketsch im Dekanat Wiesloch.
Im 15. Jahrhundert wurde die Ketscher Kirche durch Hochwasser zerstört, weswegen der Pfarrer nach Brühl ging. 1472 wird ein Kirchenneubau erwähnt. Sowohl im Dreißigjährigen Krieg als auch im Pfälzischen Erbfolgekrieg wurde die Kirche beschädigt. Im 17. Jahrhundert wurde erstmals das Patrozinium St. Martin und St. Sebastian genannt. Da die Kirche zu klein war, wurde mehrmals ein größerer Neubau beantragt. Die neue Kirche wurde zwischen 1781 und 1784 erbaut und 1787 vom Speyerer Bischof geweiht. Erneut zu klein geworden, wurde sie 1904 abgerissen und durch das heutige Bauwerk ersetzt.

## Beschreibung
Die St.-Sebastian-Kirche steht im Westen von Ketsch auf dem höchsten Punkt der Gemarkung. Nach den Plänen von Johannes Schroth, Leiter des Erzbischöflichen Bauamts in Karlsruhe, entstand eine dreischiffige Säulenbasilika im neoromanischen Stil. Der verputzte Bau ist mit hellem Sandstein gegliedert und weist reichen Bauschmuck auf. Der an der östlichen Chorflanke platzierte Glockenturm ist mit einem pyramidalen Dach bedeckt. Die Vorhalle führt zu drei Portalen. Das mittlere Hauptportal ist im Tympanon mit Reliefs geschmückt, die Jesus Christus und die Zwölf Apostel mit ihren ikonografischen Attributen darstellen. Die Kirche besitzt eine aufwendige historisierende Ausstattung. Die Orgel wurde 1971 von Michael Weise erbaut. Das Instrument hat 30 Register auf zwei Manualen und Pedal.

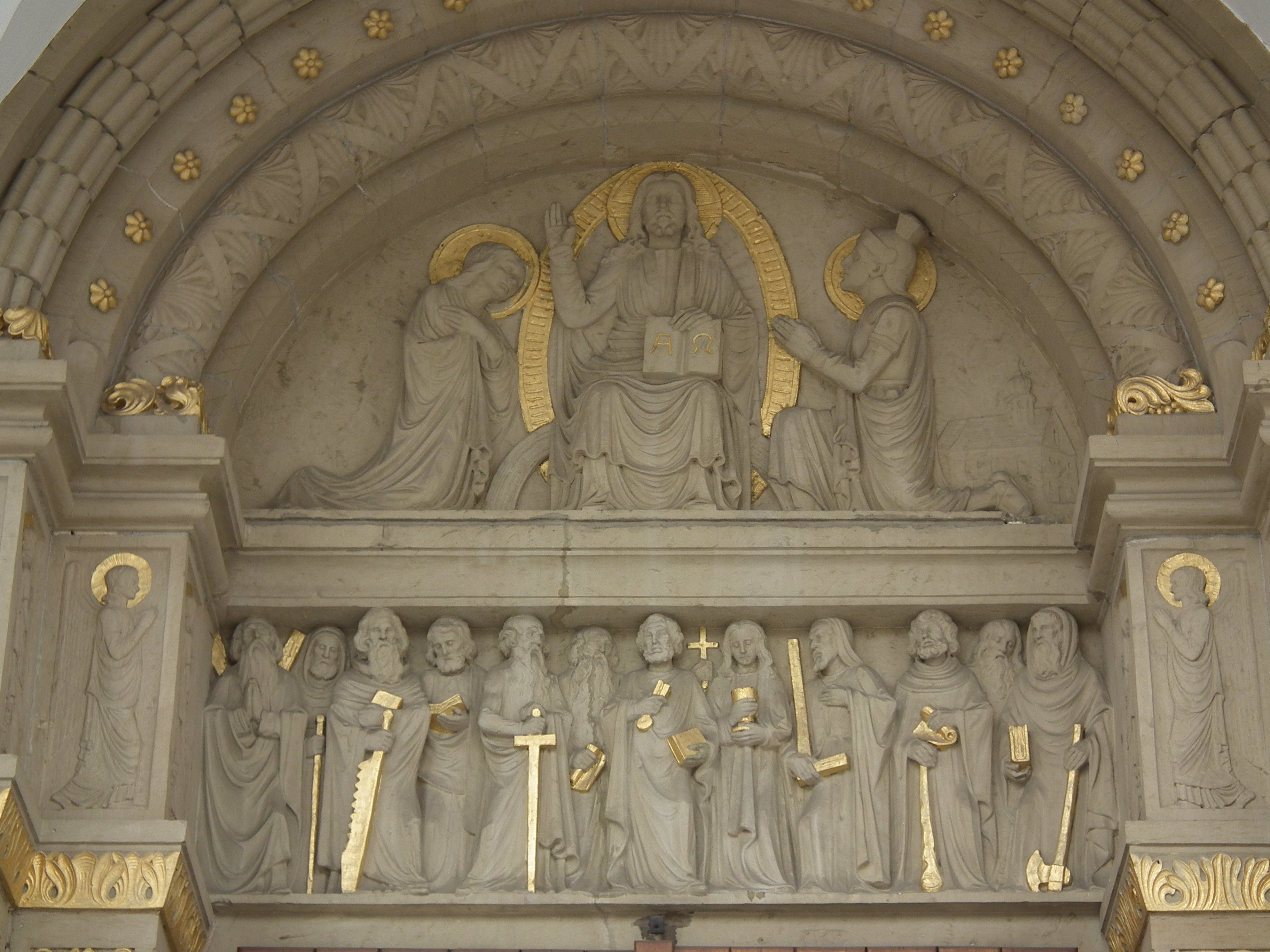
Tympanon
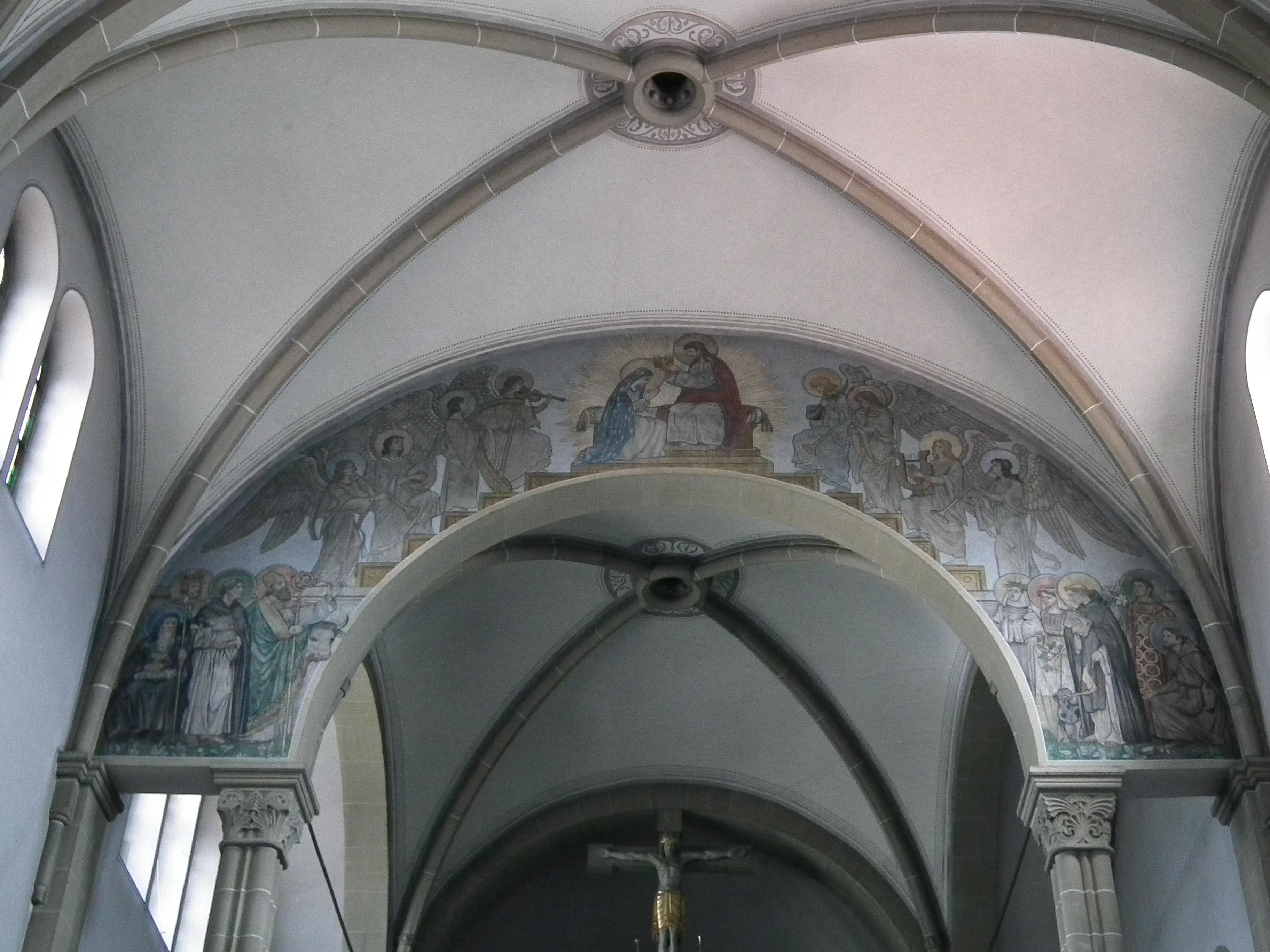
Triumphbogen
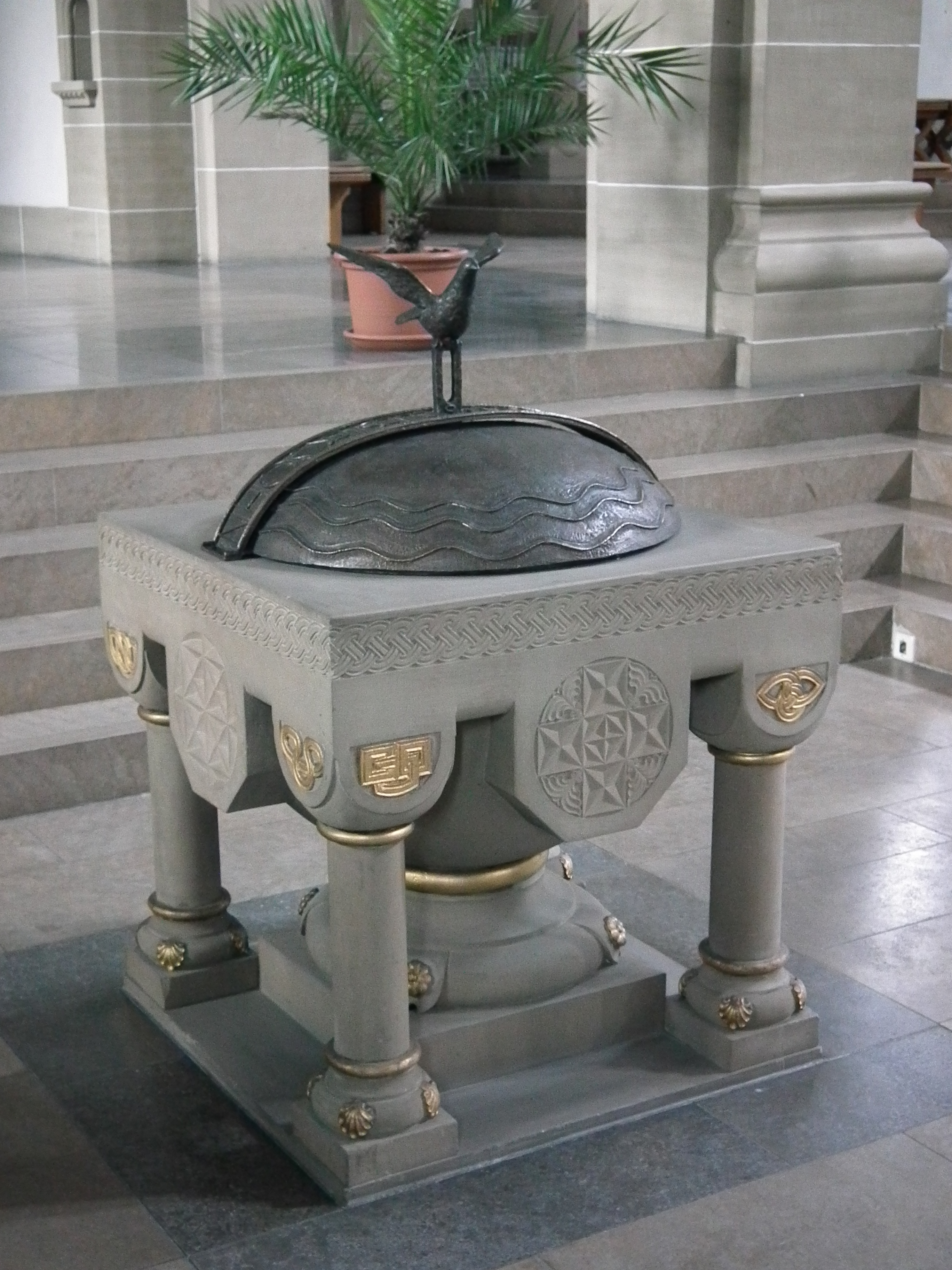
Taufbecken
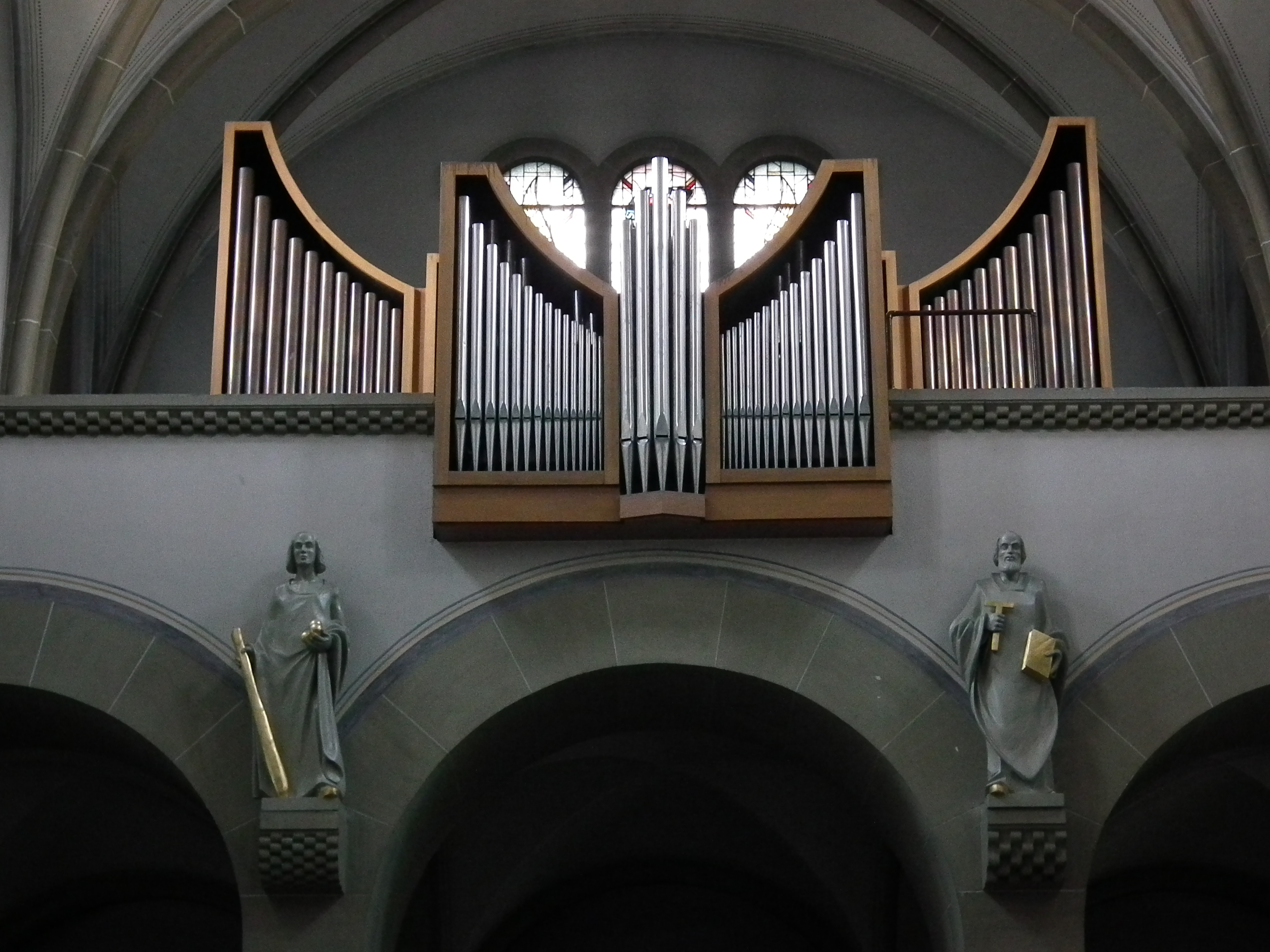
Orgel